# Thomas Braun (Chemiker)
Thomas Braun (* 14. August 1968 in Erlenbach am Main) ist ein deutscher Chemiker und Hochschullehrer an der Humboldt-Universität zu Berlin.

## Karriere
Thomas Braun studierte Chemie an der Julius-Maximilians-Universität Würzburg. Im Anschluss promovierte er bei Helmut Werner mit einer Arbeit zu Carben-, Vinyliden- und Allenyliden-Komplexen des Ruthenium und schloss seine Dissertation 1996 mit Auszeichnung ab. 1995 arbeitete er mit Pierre H. Dixneuf an der Universität Rennes 1 auf einem Projekt über asymmetrische katalytische Hydrierungen. Nach seiner Promotion zog er nach York in Großbritannien und arbeitete mit Robin Perutz auf dem Gebiet der Nickelkatalyse und C–F Aktivierung. Von 2000 bis 2003 habilitierte er bei Peter Jutzi an der Universität Bielefeld und war an selbiger bis einschließlich 2006 als Privatdozent tätig. Nach einer Gastprofessur an der Universität Kassel wurde er 2006 an die Humboldt-Universität zu Berlin berufen. Seit 2011 hat er den Lehrstuhl zu Organometallchemie und homogener Katalyse an der Humboldt-Universität zu Berlin inne. Seit 2019 ist er stellvertretender Sprecher des Sonderforschungsbereiches "Fluor-spezifische Wechselwirkungen" SFB 1349.

## Forschung
Braun verfolgt verschiedene Ansätze auf dem Gebiet der metallvermittelten C–H-, C–F- und S–F-Bindungsaktivierung mit dem Ziel, neue fluorierte Grundbausteine herzustellen. Ein Fokus liegt hier auf Elementen der Gruppen 9 und 10 mit vielen Beispielen zur homogenen Katalyse insbesondere unter Verwendung von Rhodium-Komplexen. Mittels Einsatz des heterogenen Katalysators und Lewis-Supersäure ACF (Aluminiumchlorofluorid) hat er mehrere Beispiele zur katalytischen Hydrodefluorierung sowie C–H Aktivierung aufgezeigt. Die Isolierung reaktiver Intermediate C–F-reaktiver Katalysatoren steht oftmals im Mittelpunkt seiner Studien.

## Auszeichnungen (Auswahl)
- 1997: Institutspreis für die Dissertation (Institut für Anorganische Chemie der Julius-Maximilians-Universität Würzburg)
- 2006: Wöhler-BASF Nachwuchspreis[5] der GDCh
- 2007: „Fluor-Preis“ (Fluorine Chemistry Award)[6] der Royal Society of Chemistry
- 2015: Xingda Lecture, Peking University, Beijing[7]
- 2015: Publikationspreis Fluorchemie, GDCh-Wissenschaftsforum Chemie[8]

## Veröffentlichungen (Auswahl)
- mit Pooja Tomar und Erhard Kemnitz: Photochemical activation of SF6 by N-heterocyclic carbenes to provide a deoxyfluorinating reagent In: Chem. Commun. 2018, 54, 9753. doi:10.1039/C8CC05494K
- mit Theresia Ahrens, Johannes Kohlmann und Mike Ahrens: Functionalization of Fluorinated Molecules by Transition-Metal-Mediated C–F Bond Activation To Access Fluorinated Building Blocks In: Chem. Rev.  2015, 115, 931. doi:10.1021/cr500257c
- mit Lada Zámostná: Catalytic Degradation of Sulfur Hexafluoride by Rhodium Complexes In: Angew. Chem. Int. Ed. 2015, 54, 10652. doi:10.1002/anie.201505462
- mit Mike Ahrens, Gudrun Scholz und Erhard Kemnitz: Catalytic Hydrodefluorination of Fluoromethanes at Room Temperature by Silylium-ion-like Surface Species In: Angew. Chem. Int. Ed. 2013, 52, 5328. doi:10.1002/anie.201300608
- mit Moritz F. Kuehnel und Dieter Lentz: Synthesis of Fluorinated Building Blocks by Transition-Metal-Mediated Hydrodefluorination Reactions In: Angew. Chem. Int. Ed. 2013, 52, 3328. doi:10.1002/anie.201205260
- mit Marcel A. Salomon, Kai Altenhöner, Michael Teltowsoi und Silke Hinze: C–F Activation at Rhodium Boryl Complexes: Formation of 2-Fluoroalkyl-1,3,2-Dioxaborolanes by Catalytic Functionalization of Hexafluoropropene In: Angew. Chem. Int. Ed. 2009, 48, 1818. doi:10.1002/anie.200805041
- mit Marcel A. Salomon und Anna Penner: Stepwise Oxygenation of Pinacolborane by a Rhodiumperoxo Complex: Detection of an Intermediate Metal Borate and Perborate In: Angew. Chem. Int. Ed. 2008, 47, 8867. doi:10.1002/anie.200803768
- mit Thomas Schaub, Peter Fischer, Anreas Steffen, Udo Radius und Andreas Mix: C−F Activation of Fluorinated Arenes using NHC-Stabilized Nickel(0) Complexes: Selectivity and Mechanistic Investigations In: JACS 2008, 130, 9304. doi:10.1021/ja074640e